# Pirátská strana Lucemburska
Pirátská strana Lucembursko (lucembursky Piratepartei Lëtzebuerg, německy Piratenpartei Luxemburg, v francouzsky Parti pirate du Luxembourg) je politická strana v Lucembursku.

## Historie
Strana se řídí pirátskou politickou doktrínou, se kterou přišla švédská Piratpartiet. Prosazuje práva občanů, lepší ochranu údajů a soukromí fyzických osob, větší transparentnost veřejné správy, volný přístup k informacím a vzdělání. Kromě toho požaduje důkladnou revizi autorského a patentového práva a staví se proti každé formě cenzury. Základní zásadou je občanská demokracie, která dává každému členovi možnost pomoci utvářet budoucnost strany. Stejně jako většina stran v Lucembursku je i Pirátská strana silně proevropská. Je členem Pirátské internacionály a Evropské pirátské strany.

## Parlamentní volby
| Rok  | Mandáty | Počet hlasů | Podíl hlasů |
| ---- | ------- | ----------- | ----------- |
| 2013 | 0       | 96,270      | 2,94%       |
| 2018 | 2       | 227,549     | 6,45%       |